# دولورس ويلسون
دولورس ويلسون (بالإنجليزية: Dolores Wilson)‏ هي مغنية أوبرا ومغنية أمريكية، ولدت في 9 أغسطس 1928، وتوفيت في 28 سبتمبر 2010.

## وصلات خارجية
- دولورس ويلسون على موقع ميوزك برينز (الإنجليزية)
- دولورس ويلسون على موقع قاعدة بيانات برودواي على الإنترنت (الإنجليزية)